# 350 років м. Суми (монета)
«350 ро́ків м. Су́ми» — ювілейна монета номіналом 5 гривень, випущена Національним банком України, присвячена місту Суми, розташованому на мальовничому правому березі річки Псла і заснованому на початку 50-х років XVII ст. українськими козаками — переселенцями з Правобережної України.
Монету введено в обіг 1 вересня 2005 року. Вона належить до серії «Стародавні міста України».
Цікавим фактом є те, що дану монету введено в обіг коли Сумам було вже 353 роки, а не 350.

## Опис монети та характеристики
| Номінал грн. | Метал      | Маса, г | Діаметр, мм | Якість виготовлення       | Гурт     | Тираж, штук |
| ------------ | ---------- | ------- | ----------- | ------------------------- | -------- | ----------- |
| 5            | нейзильбер | 16,54   | 35,0        | спеціальний анциркулейтед | рифлений | 30 000      |

### Аверс
На аверсі монети розміщено: у центрі малий Державний Герб України, під яким рік карбування монети — «2005» та кругові написи: «НАЦІОНАЛЬНИЙ БАНК УКРАЇНИ П'ЯТЬ ГРИВЕНЬ» (унизу), а також логотип Монетного двору Національного банку України.

### Реверс

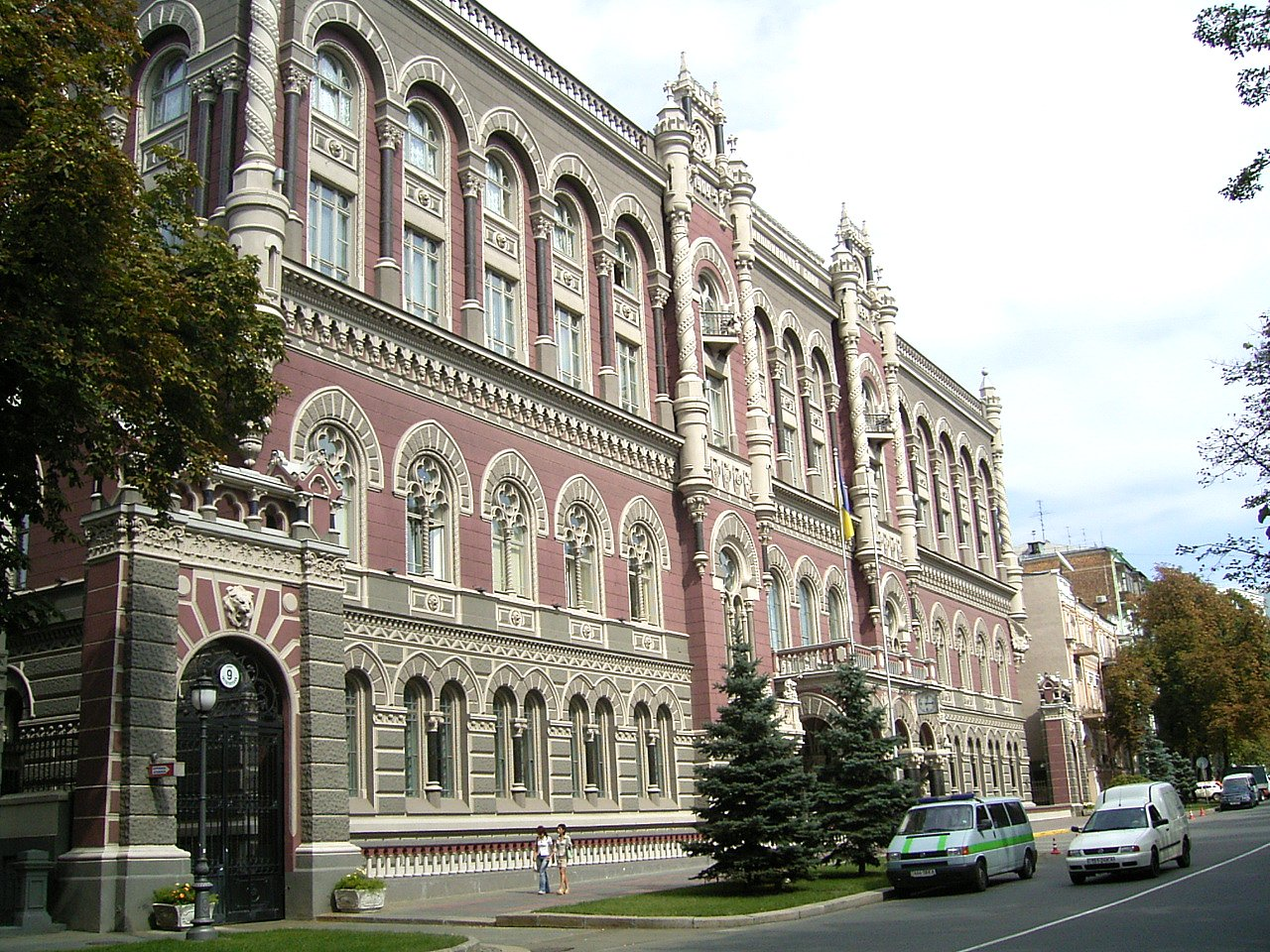
Будівля Національного банку України

На реверсі монети зображено центральну вулицю міста зі Спасо-Преображенським собором, на тлі якої — герб міста Суми та півколом розміщено написи: «СУМИ» (угорі), «350 РОКІВ» (унизу).

## Автори
- Художник — Дем'яненко Володимир.
- Скульптор — Дем'яненко Володимир.

## Вартість монети
Ціна монети — 20 гривень, була вказана на сайті Національного банку України у 2012 році.
Фактична приблизна вартість монети, з роками змінювалася так:
| Рік        | 2010 | 2011 | 2012 | 2013 | 2014 | 2015 | 2016 | 2017 | 2018 | 2019 | 2020 | 2021 | 2022 | 2023 | 2024 | 2025 |
| ---------- | ---- | ---- | ---- | ---- | ---- | ---- | ---- | ---- | ---- | ---- | ---- | ---- | ---- | ---- | ---- | ---- |
| Ціна, грн. | 30   | 45   | 50   | 50   | 50   | 70   | 95   | 100  | 120  | 120  | 125  | 130  | 160  | 250  | 330  | 390  |